# Ervedal (Avis)
Ervedal es una freguesia portuguesa del concelho de Avis, con 38,10 km² de superficie y 689 habitantes (2001). Su densidad de población es de 18,1 hab/km².